# Charles Cioffi
Charles Cioffi, né le 31 octobre 1935 à New York, est un acteur américain. Il est parfois crédité sous le nom de Charles M. Cioffi.

## Biographie
Il naît à New York et étudie à la Michigan State University, où il devient membre de la fraternité Sigma Chi.
En 1971, il incarne le lieutenant Vic Androzzi dans Les Nuits rouges de Harlem (Shaft) et Peter Cable dans Klute.
Acteur de cinéma, il apparaît cependant par la suite dans de nombreuses séries télévisées comme Kojak, New York, police judiciaire (où il joue Frank Masucci), Frasier, Wings, X-Files : Aux frontières du réel (où il incarne le chef de section Scott Blevins), New York Police Blues, Hawaï police d'État, et bien d'autres, comme Des jours et des vies, où il incarne le redoutable Ernesto Tocano. Il apparaît également dans plusieurs productions à Broadway.
En 2008, enfin, il assure la voix du président Prescott dans le jeu vidéo Gears of War 2, sur Xbox 360.

## Filmographie

### Cinéma
- 1971 : Klute : Peter Cable
- 1971 : Les Nuits rouges de Harlem (Shaft) : Vic Androzzi
- 1973 : Le Voleur qui vient dîner (The Thief Who Came to Dinner), de Bud Yorkin : Henderling
- 1973 : Don Angelo est mort (The Don Is Dead) : Orlando
- 1974 : Crazy Joe de Steven Knight : Coletti
- 1974 : Lucky Luciano de Francesco Rosi : Vito Genovese
- 1976 : Meurtre pour un homme seul (The Next Man) : Fouad
- 1977 : De l'autre côté de minuit (The Other Side of Midnight) de Charles 
Jarrott : Chotas
- 1977 : L'Imprécateur : Mac Ganter
- 1978 : Sauvez le Neptune (Gray Lady Down) : Adm. Barnes
- 1979 : C'était demain (Time After Time) : Police Lt. Mitchell
- 1982 : Missing : Capt. Ray Tower, USN
- 1983 : L'Esprit d'équipe (All the Right Moves) : Pop
- 1985 : Remo sans arme et dangereux (Remo Williams: The Adventure Begins) : George Grove
- 1992 : Newsies : Seitz
- 1992 : Used People : Paolo
- 1997 : Haute trahison (Shadow Conspiracy) : Gen. Blackburn
- 2001 : L'Amour selon Amy (en) (Amy's Orgasm) : Amy's Dad

### Télévision
- 1969 : Where the Heart Is (série télévisée) : Ed Lucas #2 (1969-1970)
- 1971 : Le Retour du tueur (Mongo's Back in Town) (TV) : Mike Nash
- 1971 : Enlèvement par procuration (See the Man Run) (TV) : Captain Dan Dorsey
- 1972 : Assignment Vienna (série télévisée) : Major Bernard Caldwell
- 1973 : Wheeler and Murdoch (TV) : DeNisco
- 1974 : Nicky's World (TV) : George Kaminios
- 1974 : Get Christie Love (série télévisée) : Matt Reardon (1974)
- 1975 : Kate McShane (TV) : Harold Cutler
- 1976 : Return to Earth (TV) : Dr. Sam Mayhill
- 1977 : Tail Gunner Joe de Jud Taylor (téléfilm) : Logan's Boss
- 1977 : Dog and Cat (en) (TV) : Ralph Travan
- 1977 : Just a Little Inconvenience (TV) : Maj. Bloom
- 1978 : L'Homme qui valait trois milliards (The Six Million Dollar Man) (série télévisée) - saison 5, épisode 13 : Edward Barris
- 1979 : Samurai (TV) : Amory Bryson
- 1979 : La Petite Maison dans la prairie (The House on the Prairie) (série télévisée) saison 5, épisode 23 (Un beau gâchis (Someone Please Love Me) ) : Harper
- 1979 : Another World (série télévisée) : Kirk Laverty
- 1980 : B.A.D. Cats (série télévisée) : Paul Stone
- 1975 : Ryan's Hope (série télévisée) : Claudius Church (1980)
- 1985 : Equalizer : Lieutenant Kramer
- 1988 : Deadline: Madrid (TV) : Ed Shaw
- 1989 : Dream Breakers (TV) : Douglas Sloan
- 1989 : Peter Gunn de Blake Edwards : Tony Amatti
- 1990 : Kojak: None So Blind (TV) : Chief George Morris
- 1993 : X-Files : Aux frontières du réel (série télévisée) : Scott Blevins
- 1997 : X-Files : Aux frontières du réel (série télévisée) : Scott Blevins
- 2000 : Columbo - Meurtre en musique (Columbo: Murder with Too Many Notes) (TV)
- 2005 : Détective (TV) : McClelland

## Doublage
- Gears of War 2 (jeu vidéo) : le président Prescott